# Сатанівський костел
Сатанівський костел — костел у містечку, а нині селищі міського типу Сатанів (за сучасним територіальним поділом Городоцького району Хмельницької області). Первісно — костел Пресвятої Трійці. Зруйнований у роки репресій, збудований наново у 1990–1994 роках на місці цвинтаря та освячений як костел Ясногорської Пресвятої Діви Марії — Матері Церкви.

## Історія

### Старий храм
Наприкінці XVI століття родина Костків, власників Сатанова, заснувала в містечку костел Пресвятої Трійці. У виданні «Парафії та церкви Подільської єпархії» (Кам'янець-Подільський, 1901) часом заснування костелу вказано 1581 рік . Це була дерев'яна будівля, обладнана 1592 року Катажиною з роду Костків. Пізніше було зведено мурований костел у готичному стилі.

#### Опис 1850 року
Опис костелу, зроблений 1850 року, показує, як він виглядав на середину XIX століття. Це була кам'яна споруда завдовжки 32,5 ліктя, завширшки 14,5 ліктя та заввишки (до стелі) 19 ліктів (лікоть становив приблизно півметра). Костел було вкрито ґонтом, а дерев'яний купол — залізом. На куполі була сигнатурка (з невеликим дзвоном). Підлога храму була кам'яна, а склепіння мали три аркади. У костелі було два притвори та п'ять престолів. Зліва від презбітерія були ризниця та комірка. У костелі був хор й орган на 8 голосів.
Біля костелу стояв будинок настоятеля, зведений із каменю. Дах цього будинку було покрито ґонтом. Помешкання настоятеля стали зводити 1782 року на кошти князя Чорторийського, а завершили будівництво коштом княгині Любомирської. Біля будинку розміщувалися дерев'яні возівня та конюшня, покриті соломою. На схід від будинку настоятеля стояв флігель, зведений 1780 року коштом настоятеля костелу — ксьондза Вітошинського. На подвір'ї також стояв будинок вікарного священника, збудований 1817 року коштом каноніка кам'янецької кафедри та сатанівського парафіяльного священника Яна Вибодовського. Наприкінці подвір'я справа стояла дзвіниця.

#### Колона біля костелу
Біля костелу, на схід від нього, стояла колона, на якій було зазначено, за даними Вавжинця Марчинського та «Географічного словника Королівства Польського», 1744 рік (за даними краєзнавця Мирослава Мошака — 1555 рік). На колоні також був старовинний напис «Culpae non pietatis opus», що в перекладі з латини означає: «Пам'ятник злочину, але не благочестя». Зверху на колоні стояла статуя Матері Божої, а внизу на кожній з чотирьох сторін колони були написи, які з часом стерлися .
Згідно з переказом, юнак із багатої сім'ї звабив дівчину, яка теж була з багатої сім'ї, та не захотів потім із нею одружуватися. Потерпіла поскаржилася, внаслідок чого винуватця засудили не тільки до матеріального забезпечення звабленої, але й до спорудження колони з наведеним вище написом .

#### Костел у першій половині XX століття
Як зазначено у виданні «Парафії та церкви Подільської єпархії» (Кам'янець-Подільський, 1901), на початку XX століття костел мав у містечку та навколишніх селах 5906 парафіян обох статей.
У 1902–1930 роках настоятелем костелу був Ян Ладиго. 2 січня 1930 року його заарештували співробітники Сатанівського прикордонного загону ДПУ. Настоятеля костелу було притягнуто до слідства у груповій справі духовенства та вірних Римо-католицької церкви.
У 1915–1916 роках помічником настоятеля костелу був Сигізмунд Клемчинський, згодом теж репресований радянською владою.
Костел Пресвятої Трійці було зруйновано. На його місці розмістилася стоянка автомобілістів.
У 2021 році під час будівельних робіт знайшли залишки декору зруйнованого костелу Пресвятої Трійці.

### Новий храм
1990 року на закритому католицькому кладовищі розпочалося будівництво нового храму — костелу Пресвятої Діви Марії Матері Церкви. 28 травня 1994 року новий храм освятив (консекрував) єпископ Ян Ольшанський. Від 1991 року в Сатанівській парафії служать священики з ордену паулінів (Чернечий чин Братів святого Павла Першого Пустинника).
Доктор філологічних наук Ольга Бєлова в монографії «Етнокультурні стереотипи в слов'янській народній традиції» (Москва, 2005) зазначила :
| Драматичні події пов'язано і з культовими будівлями, відновленими не на своїх місцях. Про це — історія будівництва нового костелу в Сатанові: старий костел стояв у центрі містечка, після руйнування його відбудували на околиці, в безпосередній близькості від католицького цвинтаря; під час будівництва грім розбив одну з веж костелу, що зводився «на кістках». |
Сатанівську парафію еригував 16 жовтня 2000 року єпископ-ординарій Ян Ольшанський. Сюди входять такі місцевості: Сатанів, Бубнівка, Іванківці, Кам'янка, Курівка, Калинівка, Тарасівка, Олександрівка, Мартинківці, Сатанівка, Юринці, Покровка, Сатанівська Слобідка, Спасівка, Зверхівці, Липівка, Гречанна. Католиків у Сатанівській парафії — 1500. Доїздові парафії: Клинове, Куманів, Кутківці.